# Tim Roca
Juan Timothy Charles Roca est un homme politique du Parti travailliste britannique qui est député de Macclesfield depuis 2024, date à laquelle il remporte le siège au Parti conservateur. Roca est le premier député travailliste de Macclesfield, un siège occupé par le Parti conservateur depuis 1918.

## Jeunesse et éducation
Roca grandit dans le Cheshire, au Royaume-Uni, et fréquente l'école primaire de Disley et le lycée de Poynton. Le lycée de Poynton est également l'école fréquentée par ses collègues députés Graham Evans, Andrew Stephenson et William Wragg. Roca étudie l'histoire à l'Université de Lancastre, où il est président du syndicat des étudiants de 2007 à 2008.

## Carrière
Après avoir fréquenté l'Université de Lancastre, Roca déménage à Londres pour travailler dans l'enseignement supérieur. Il devient également mécène de l'APARU, l'Association des professionnels argentins au Royaume-Uni.
Lors des élections municipales de Westminster en mai 2014, Roca est l'un des trois candidats travaillistes pour le quartier de St James. Cependant, les trois sièges sont confortablement conservés par le Parti conservateur.
Tim Roca se présente ensuite comme candidat travailliste pour Macclesfield dans le Cheshire aux élections générales de mai 2015. Bien qu'il ait augmenté la part de voix du Parti travailliste, le Parti conservateur conserve le siège avec une majorité de 29,8 %.
En juillet 2015, Roca est élu pour le quartier Harrow Road au Westminster City Council, comme conseiller travailliste lors d'une élection partielle. Il est réélu en 2018 et 2022 et ne se représente pas en août 2024,,. En janvier 2024, il est chef adjoint du conseil,.
Roca est choisi comme candidat travailliste pour Macclesfield aux élections générales de 2024, et cette fois prend le siège aux conservateurs, qui tenaient la circonscription depuis 1918,.